# Route nationale 208
Die N208 war eine französische Nationalstraße, die 1883 zwischen Barcelonnette und der N207 südöstlich von Annot festgelegt wurde. Ihre Länge betrug 82 Kilometer. Mit der Einrichtung der zweiten Version der Route des Alpes in Form der N202 musste sie am nördlichen Ende zwei Kilometer abgeben. 1973 wurde sie abgestuft.